# Col Howse
Le col Howse (anglais : Howse Pass) est un col de montagne des Rocheuses situé à la frontière entre l'Alberta et la Colombie-Britannique. Il a été désigné lieu historique national du Canada en 1978.

## Histoire
Le premier Européen à traverser le col est David Thompson, qui le franchit sous les ordres de la compagnie du Nord-Ouest en 1807. Il doit cependant son nom à Joseph Howse, employé de la compagnie de la Baie d'Hudson, qui le traversa en 1810 pour atteindre le fleuve Columbia. La mauvaise relation avec les Pieds-Noirs force finalement Thompson à chercher un autre col pour traverser les Rocheuses. Il est utilisé pour la dernière fois par la compagnie du Nord-Ouest en 1811.